# Adolf Stoecker
Adolf Stoecker (även Stöcker), född 11 december 1835 i Halberstadt, död 8 februari 1909 i Gries vid Bolzano, var en tysk luthersk präst och socialpolitiker.

## Biografi
Stoecker studerade teologi i Halle an der Saale och i Berlin, prästvigdes 1862, blev militärpastor i Metz 1871, var hovpredikant i Berlin 1874-90 och verkade därefter i Berliner Stadtmission, som under hans ledning från 1877 kom att bedriva en mycket omfattande verksamhet. Till sin religiösa och teologiska läggning var han mycket konservativ och som mycket framstående religiös folktalare som särskilt genom sina predikningar gav det kyrkliga Berlin en annan prägel än tidigare. 
Stoecker kom till Berlin i en för det kyrkliga livet mycket kritisk period. Den religiösa och etiska lyftningen under det fransk-tyska kriget 1870-71 hade snabbt lämnat rum för ett spekulationsraseri, för kulturkampen och en antireligiös, delvis revolutionärt lagd socialism. Trots detta gav han sig in i det offentliga livet med en klart uttalad kristlig bekännelse. Han drevs av sin starka sociala medkänsla och sin tro på kristendomens sociala uppgift och kom att visa sig som en verklig föregångsman. 
Han gav sig även in i politiken och bildade 1878 Christlich-Soziale Arbeiterpartei, från 1881 Christlich-soziale Partei, vilket till en början blev ett misslyckande, men ansatsen fick stor betydelse. Tillsammans med sin vän, nationalekonomen Adolph Wagner, utarbetade han nu ett på katedersocialismen byggt, kristlig-socialt program, för vilket han sedan med mycket stor iver agiterade för i hela Tyskland. 
De kristligt sociala förkastade socialdemokratin såsom opraktisk, okristlig och ofosterländsk; de eftersträvade en fredlig organisering av arbetarna, minskning av de sociala klyftorna, större ekonomisk trygghet för arbetarna, något som skulle åstadkommas med ett kraftigt ingripande från statens sida. Kristendomen betraktades som allmän etisk princip för det sociala handlandet. Han lyckades med tiden att bilda ett kristligt socialt parti, visserligen inte av industriarbetare, utan av bland annat småhandlande och mindre hantverkare. 
På grund av hans personliga ställning kom emellertid detta parti att huvudsakligen stödja den preussiska konservatismen i dess kamp mot politisk och kyrklig liberalism. Som ledamot av preussiska lantdagen 1879-98 anslöt han sig nämligen till Deutschkonservative Partei, vilket inverkade också på hans ställning i tyska riksdagen, av vilken han var ledamot 1881-93 och 1898-1908. År 1884 stod han på höjden av anseende, älskad av många och hatad av många, men hans fall var nära förestående.
Stoecker blev indragen i den konservativa antisemitiska Berlinrörelsen i början av 1880-talet och såg ej, när tidpunkten var inne för honom och hans parti att dra sig ur och han förblev antisemit. Otto von Bismarcks 1885-86 inaugurerade kartellpolitik åsyftade och lyckades också isolera den nämnda rörelsen, och i sitt fall drog den Stoecker med sig. Det kristlig-sociala partiet kom sedan aldrig att spela någon större roll. Medan å ena sidan den bismarckska pressen förföljde Stoecker med slagordet "Mummerei und Stöckerei", väckte å andra sidan hans socialagitatoriska verksamhet misshag å högsta ort. 
År 1889 tvangs han av kejsaren att inskränka denna och måste 1890 ta avsked som hovpredikant. Till detta bidrog även Stoeckers ivrande för att skilja kyrkan från staten. Samma år var han emellertid redan färdig med att ta ett nytt betydelsefullt initiativ, då han grundlade Evangelisk-sociala kongressen, en opolitisk sammanslutning av dem, som ville diskutera de sociala frågorna i kristlig anda och till vilka flera av Tysklands mest betydande män anslöt sig. Stoeckers utpräglade, agitatoriska partitagande i de kyrkliga tvisterna vållade snart misshälligheter. År 1896 tvangs han utträda ur kongressen, men bildade 1897 Fria kyrklig-sociala konferensen. På 1890-talet uppstod även en brytning mellan honom och det tysk-konservativa partiet.